# Championnats de France d'athlétisme 1957
Navigation
Championnats 1956 Championnats 1958
Les Championnats de France d'athlétisme 1957 ont eu lieu les 14 et 15 septembre 1957 au Stade Yves-du-Manoir de Colombes. 

## Palmarès
| Discipline        | Hommes             | Hommes            | Femmes            | Femmes       |
| ----------------- | ------------------ | ----------------- | ----------------- | ------------ |
| 100 m             | Alain David        | 10 s 8            | Angèle Ramadier   | 12 s 3       |
| 200 m             | Habib Thiam        | 21 s 8            | Micheline Julitte | 25 s 3       |
| 400 m             | Jacques Degats     | 48 s 5            | Colette Bernard   | 59 s 1       |
| 800 m             | Jean-Claude Durand | 1 min 58 s 7      | Nicole Goullieux  | 2 min 14 s 6 |
| 1 500 m           | Michel Jazy        | 3 min 58 s 2      | -                 | -            |
| 5 000 m           | Maurice Chiclet    | 14 min 42 s 0     | -                 | -            |
| 10 000 m          | Alain Mimoun       | 30 min 27 s 4     | -                 | -            |
| 80 m haies        | -                  | -                 | Angèle Ramadier   | 11 s 5       |
| 110 m haies       | Jacques Dohen      | 14 s 8            | -                 | -            |
| 400 m haies       | Raymond Basset     | 53 s 7            | -                 | -            |
| 3 000 m steeple   | Belkacem Chikhane  | 9 min 36 s 4      | -                 | -            |
| 20 km marche      | Georges Attané     | 1 h 38 min 27 s 2 | -                 | -            |
| 50 km marche      | Albert Dufrenne    | 4 h 46 min 41 s 2 | -                 | -            |
| Saut en longueur  | Ali Brakchi        | 7,38 m            | Annie Lordet      | 5,52 m       |
| Triple saut       | Eric Battista      | 15,34 m           | -                 | -            |
| Saut en hauteur   | Ousmane Lo         | 1,93 m            | Madeleine Thetu   | 1,50 m       |
| Saut à la perche  | Roland Gras        | 4,05 m            | -                 | -            |
| Lancer du poids   | Raymond Thomas     | 15,78 m           | Marthe Bretelle   | 13,21 m      |
| Lancer du disque  | Serge Grisoni      | 49,73 m           | Marthe Bretelle   | 42,45 m      |
| Lancer du marteau | Guy Husson         | 58,56 m           | -                 | -            |
| Lancer du javelot | Michel Macquet     | 72,29 m           | Evelyne Pinard    | 39,40 m      |